# Nadleśnictwo Koszęcin

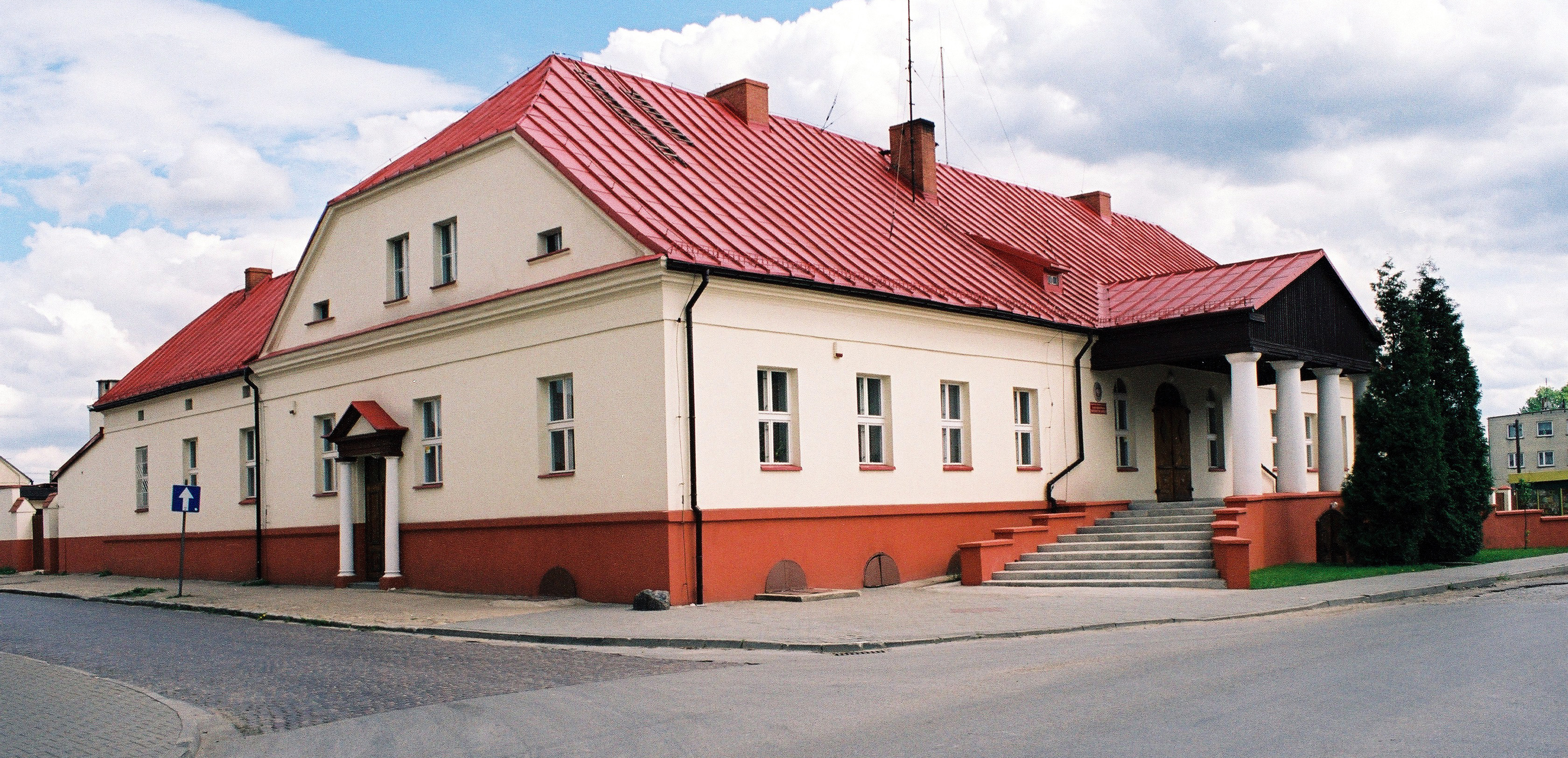
Siedziba nadleśnictwa Koszęcin

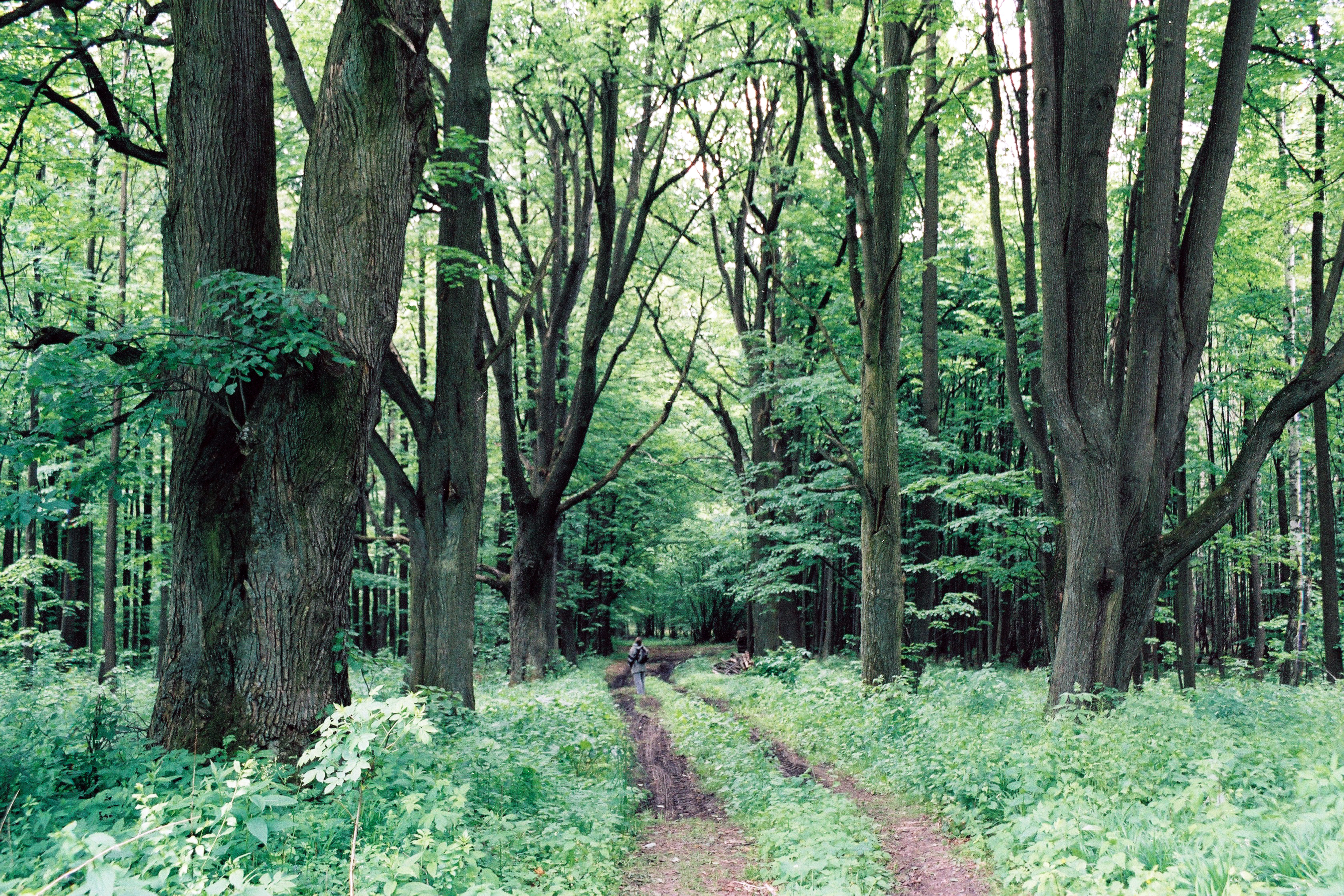
Lipowa aleja w pobliżu leśnictwa Lipowiec

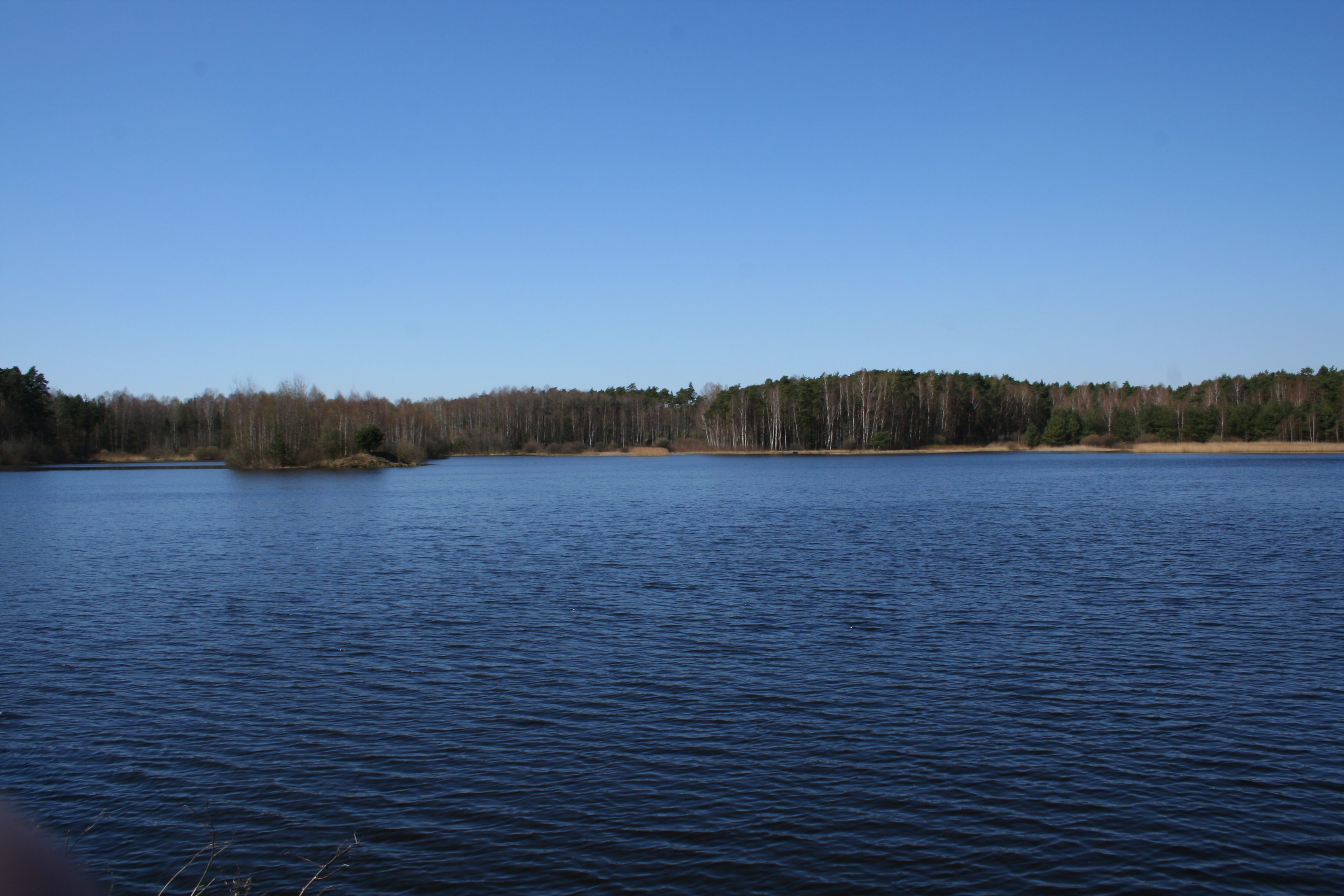
Staw Widawa na terenie leśnictwa Kamienica

Nadleśnictwo Koszęcin – jednostka organizacyjna Lasów Państwowych podległa Regionalnej Dyrekcji Lasów Państwowych w Katowicach, położona w województwie śląskim (powiaty lubliniecki i tarnogórski). Nadleśnictwo to graniczy z nadleśnictwami: Herby, Złoty Potok, Siewierz, Świerklaniec, Brynek i Lubliniec.

## Historia
Obecne granice nadleśnictwa Koszęcin utworzono na mocy Zarządzenia Nr 62 Naczelnego Dyrektora Lasów Państwowych z dnia 10 października 1978 roku, łączącego Nadleśnictwa Boronów, Zielona i Koszęcina w jedną jednostkę organizacyjną Lasów Państwowych, wchodzącej w skład Regionalnej Dyrekcji Lasów Państwowych w Katowicach. Nadleśnictwa powstałe po nacjonalizacji w 1946 roku terenów ziemskich należących do rodziny Hohenlohe.
Siedziba Nadleśnictwa znajduje się w Koszęcinie, w budynku wzniesionym w roku 1810 (data podawana w wątpliwość) przez niemieckiego architekta Fryderyka Wilhelma Degnera na zlecenie urzędujących tutaj książąt z rodu Hohenlohe-Ingelfingen. Wzniesiony w stylu klasycystycznym według planu prostokąta, w późniejszym okresie dobudowano skrzydła boczne, będące od strony podwórza. Wejście główne zdobi portyk wspierany na czterech kolumnach.
W 2008 r. Nadleśnictwo zostało dotkniętę potężną nawałnicą, która uszkodziła prawie 22 ha lasów, głównie Leśnictw Kalina i Piłka. Prędkość wiatru wg meteorologów miejscami przekraczała 250 km/h.

## Warunki geograficzno-przyrodnicze
Powierzchnia ogólna Nadleśnictwa wynosi 20 114,95 ha, w tym 19 675,98 ha powierzchni leśnej. Obecnie Nadleśnictwo jest jednoobrębowe i jest podzielone na 13 leśnictw: Kalina (1 633,87 ha), Boronów (1 666,42 ha), Cieszowa (1 538,78 ha), Kamienica (1 632,54 ha), Lipowiec (1 415,25 ha), Koszęcin (1 556,57 ha), Piłka (1 656,03 ha), Strzebiń (1 545,53 ha), Brusiek (1 607,12 ha), Piasek (1 394,69 ha), Kalety (1 357,28 ha), Dyrdy (1 563,23 ha) i Zielona (1 547,64 ha).

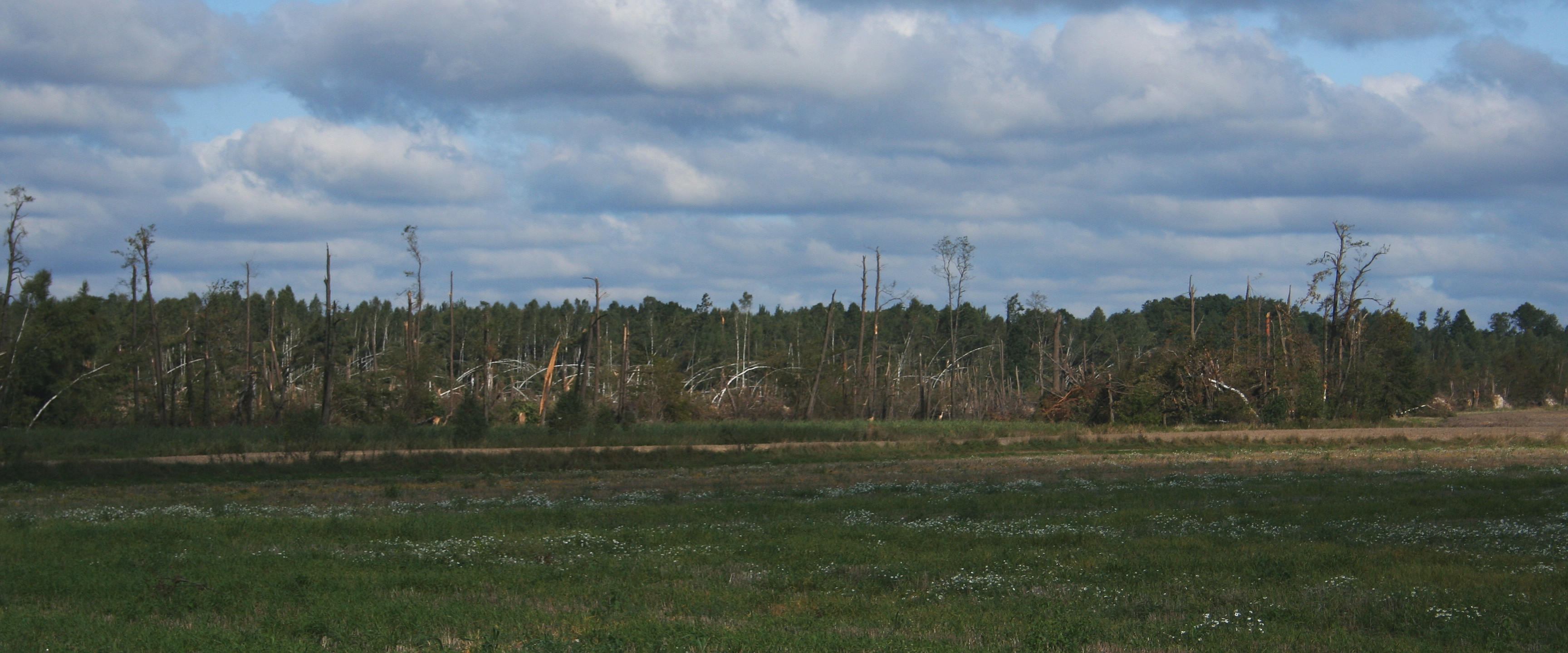
Fragment lasu zniszczonego przez tornado w sierpniu 2008

Według położenia przyrodniczo-leśnego lasy Nadleśnictwa znajdują się w Śląskiej i Małopolskiej krainie przyrodniczo-leśnej, dzielonej na dzielnice równiny Opolskiej i wyżyny Woźnicko-Wieluńskiej.
Klimat obszaru zalicza się regionu klimatycznego Wyżyn Środkowych, cechującego się umiarkowanymi czynnikami klimatycznymi. Roczna średnia temperatura powietrza waha się w granicach 7,5 – 9,0 stopni. Średnia rocznych opadów jest zróżnicowana, wynosi w granicach 620 – 890 mm.
Powierzchnia lasów Nadleśnictwa znajduje się w strefie pośredniej między wpływami kontynentalnymi a oceanicznymi. Przeważają w niej wiatry słabe, umiarkowane, wiejące głównie z zachodu, południowego zachodu i południa.
W drzewostanie dominują siedliska borowe (70% powierzchni leśnej), których najczęstszym gatunkiem jest sosna zwyczajna. Drzewostany sosnowe zajmują 86% ogólnej powierzchni leśnej, przeciętnie osiągając wiek 53 lat.
Bliskie sąsiedztwo (50 km) aglomeracji górnośląskiej
inicjuje procesy chorobowe lasów Nadleśnictwa. Całość powierzchni leśnej zakwalifikowano jako znajdującą się pod wpływem szkodliwych emisji przemysłowych.

## Ochrona przyrody

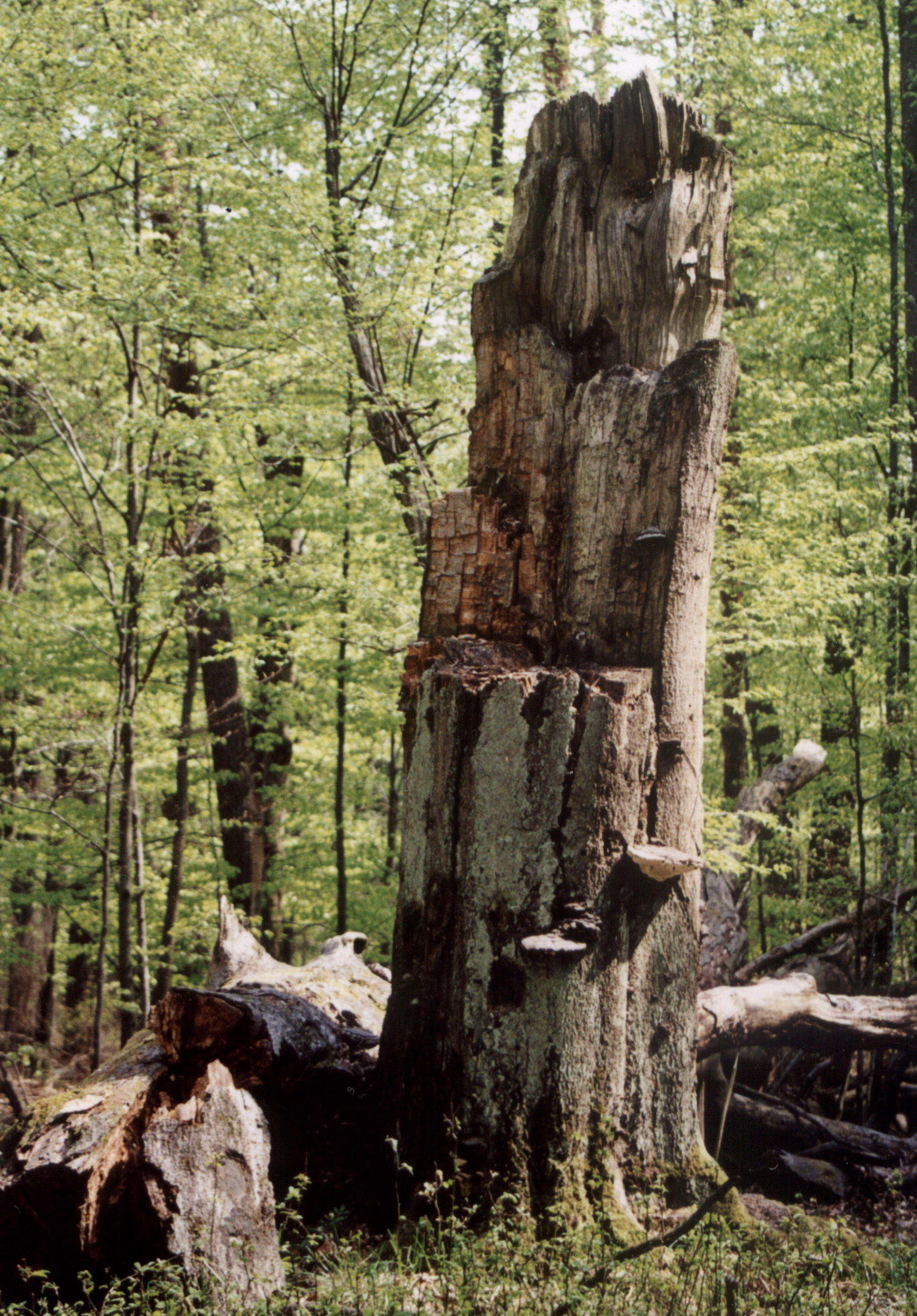
Fragment rezerwatu Rajchowa Góra

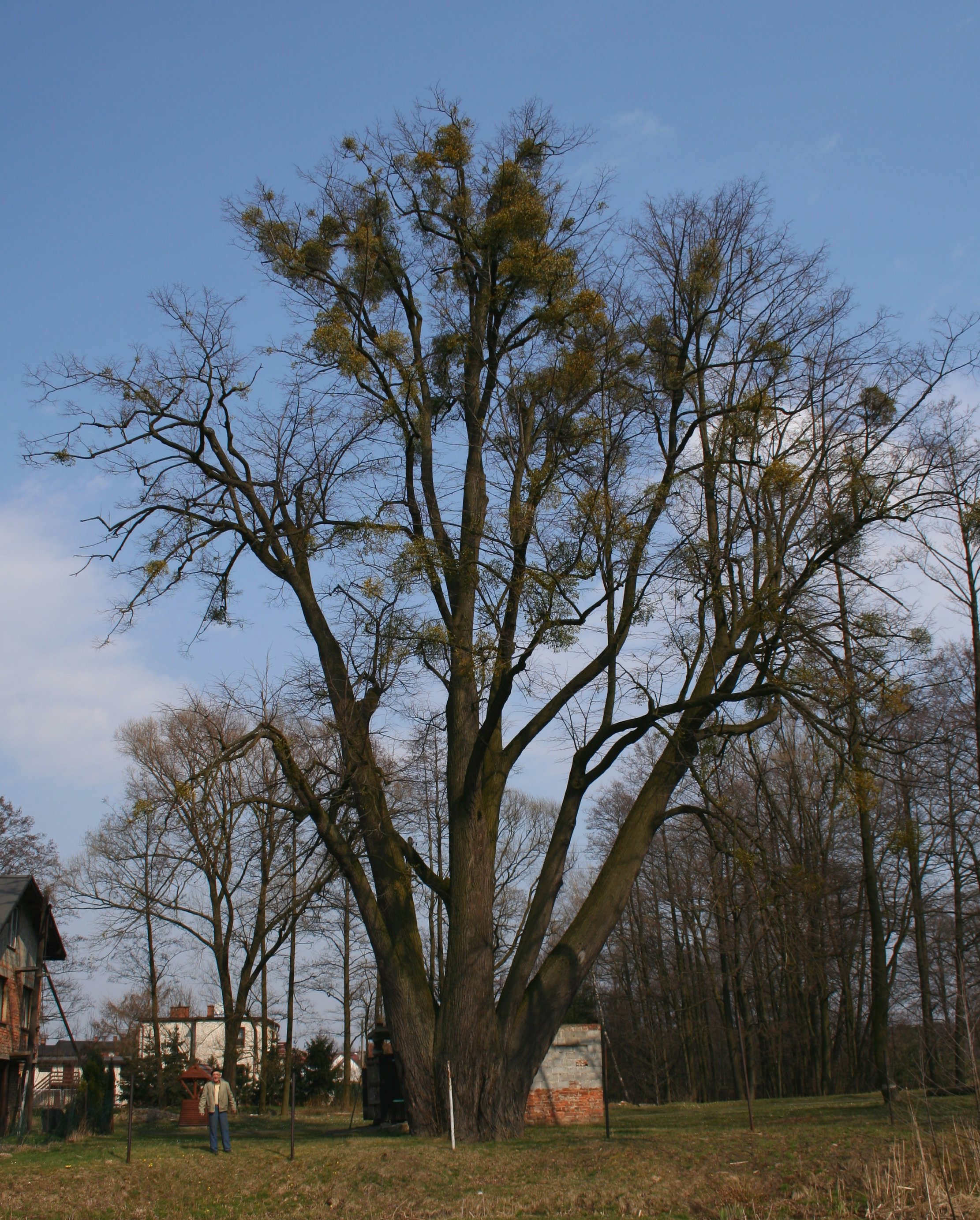
Pomnikowa lipa w Boronowie

Formy ochrony przyrody na terenie Nadleśnictwa Koszęcin:
- 3 rezerwaty przyrody
  - Góra Grojec w Leśnictwie Piasek (17,48 ha);
  - Jeleniak Mikuliny w Leśnictwach Koszęcin i Piłka (120,26 ha);
  - Rajchowa Góra w Leśnictwie Kamienica (10,31 ha).
- 1 park krajobrazowy
  - Park Krajobrazowy Lasy nad Górną Liswartą obejmujący Leśnictwa: Kalina, Boronów, Cieszowa, Kamienica i Lipowiec (razem 7 567,75 ha)
- 41 pomników przyrody ożywionej i nieożywionej
  - 31 pojedynczych drzew;
  - 5 grup drzew;
  - 4 stanowiska roślinności chronionej;
  - 1 głaz narzutowy.
- 4 użytki ekologiczne
  - Łąka Trzcionka w Leśnictwie Piasek (8,45 ha);
  - Łąka trzęślicowa w Kaletach w Leśnictwie Kalety (7,49 ha);
  - Torfowisko Dubiele w Leśnictwie Strzebiń (3,10 ha);
  - Torfowisko Strzebiń w Leśnictwie Strzebiń (0,26 ha).
- ochrona gatunkowa roślin i zwierząt
  - 30 gatunków chronionych i rzadkich roślin (w tym 1 gatunek porostu), spośród których 12 podlega ochronie ścisłej, 14 - ochronie częściowej, a 4 uznano za gatunki rzadkie;
  - 105 chronionych i rzadkich gatunków kręgowców (85 ptaków, 8 płazów, 7 ssaków i 5 gadów) i 8 gatunków bezkręgowców (7 owadów i 1 mięczak).